# 劉韐

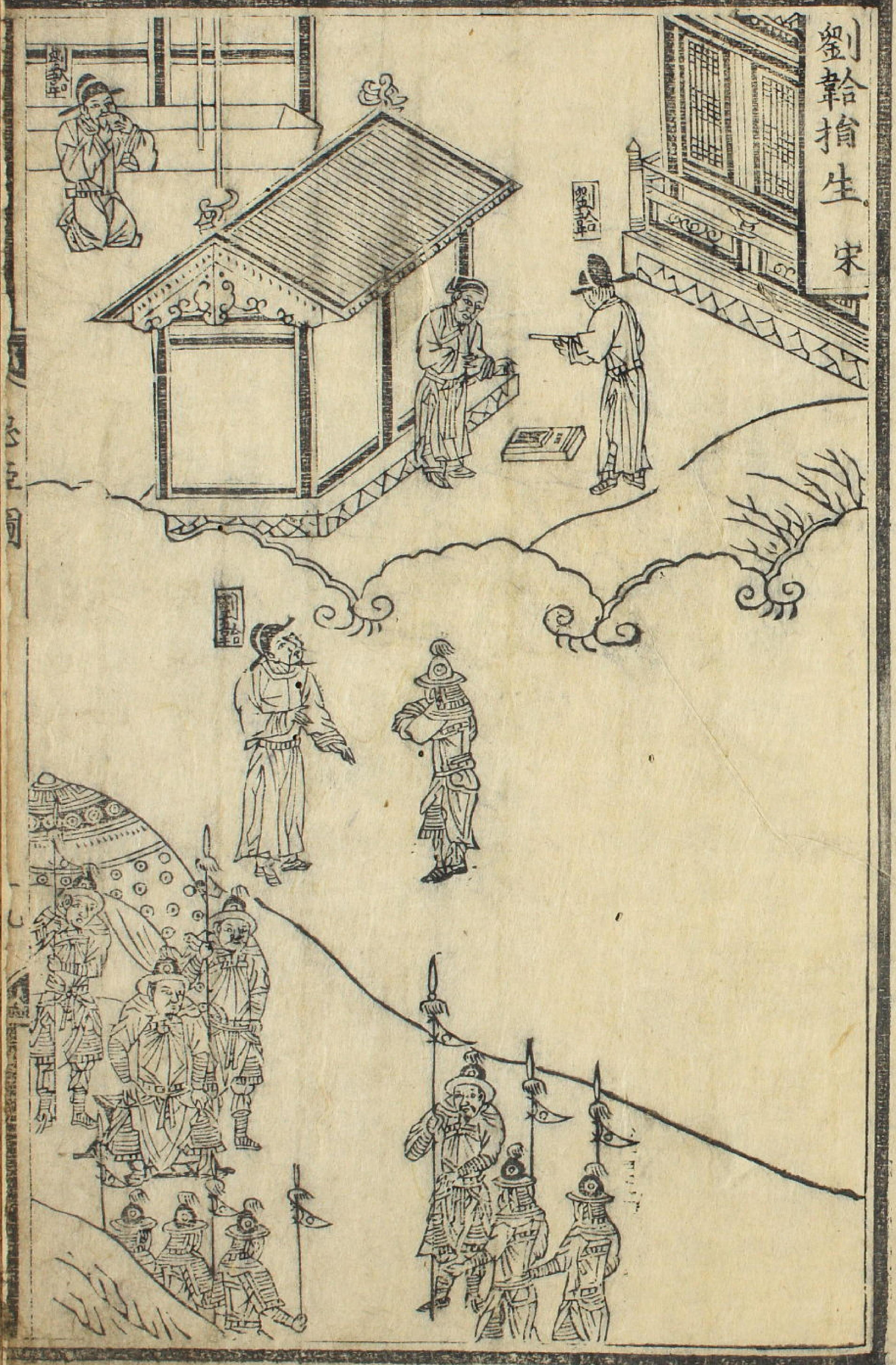
劉韐捐生

刘韐（11世纪—1127年），字仲偃，北宋建州崇安人。
刘韐中进士第，调任丰城县尉、陇城县令。王厚镇守熙州，征辟他为狄道县令，提举陕西平货司。河州、湟州多屯兵，粮食不继，刘韐请求当地酋长，出金帛和他们换取粟米，以作为军饷，公私得便。于是为转运使，擢升为中大夫、集英殿修撰。
刘法去世，西夏人攻打震武。刘韐率领鄜延军，出奇兵攻打，解震武围。西夏人来表示愿意纳款谢罪，诸将以为有诈。刘韐说：“兴兵多年，中原大国尚不能支，何况小邦？他们虽然新胜，其众也已经疲惫，害怕我再进攻，于是归附以求自安，这是实情。”密奏皇帝，下诏准许。西夏使到时间不来，诸将说西夏果然有诈，请会兵攻打。刘韐说：“越境约会，允许他们有原因。”这时西夏使者来到，刘韐说：“朝廷想要讨伐，我为你们请求，不要为了岁币，骋志疆场，以招来天子威怒。”西夏人听命，西边于是安定。
刘韐求东归朝廷，被拜为徽猷阁待制，提举崇福宫。知越州，鉴湖被百姓侵耕，官府于是收其租，每年二万斛。政和年间，鉴湖干涸为田，租增至六倍，隶属于中宫应奉，租太重，官府督索严厉，百姓弃田逃走流亡。之前勒令邻居补偿，百姓抱怨，刘韐请免除。方腊攻陷衢州、婺州，越州大震，官吏逃跑，有人准备好船请刘韐逃走。刘韐说：“我为郡守，当与城共存亡。”不为所动，更加鼓励战备。方腊军至城下，被他击败，朝廷于是拜为述古殿直学士，召为河北、河东宣抚参谋官。
当时边臣上奏，燕地百姓想要内附，童贯、蔡攸刚刚出师，种师道军溃。刘韐认为边报不实，见种师道商议。种师道说：“契丹兵势尚盛，燕人没有响应之人，恐怕边臣轻慢误国。”刘韐于是驰去告诉童贯、蔡攸，请求班师。又说燕蓟不可得到，即使得到，屯兵送饷，经费无限，一定成为大宋的包袱。返回莫州时，辽朝将领郭药师以涿州降宋，宋军再次北伐，以刘韐持异议，改知真定府。郭药师入朝，刘韐密奏请求留下他，朝廷没有同意。改知建州，改福州，加延康殿学士。有人说他经过皇宫时，见御史中丞有所请求，于是罢职。复起为知荆南，河北有民变，于是他守真定。刘韐招募敢戰士，相州湯陰人岳飛應募。
柴宏本来是富户，不堪官府征敛，聚众掠夺，杀巡尉，统制官也战死。刘韐单骑赴镇，派人招降，柴宏于是服罪。刘韐让他饮酒，上奏让他当官，把他的党徒放还田里，河北一路于是平定。郭药师要马，宋徽宗下诏以河北战马给他，不够，又向百姓征收。刘韐说：“搜罗内地骏马，给一个降将，不是好主意。”奏请终止。金朝人计划南下，宋朝同意了他们索要云中的要求。刘韐谍报获得实情，急忙上报，暗中加强城守以待变乱。当年冬天，金兵抵真定城下，知宋军有备，留兵在城旁，大军长驱进攻内地。回来时，用云梯冲车设围，想要攻击，刘韐发强弩射击，金军知道吓不住，于是撤退。自金兵南下，各地闭门民困，刘韐像平日让百姓打柴放牧，按时开关城门。宋钦宗拜他为资政殿学士。
当时宋朝同意割地给金人，论者乘着士民的愤怒，计划追击，刘韐认为不应该急忙作战。当时，诸将救太原，种师中、姚古战败。朝廷以刘韐为宣抚副使，至辽州，招集募兵四万人，与解潜、折可求约期进军，两人又相继战败。开始，刘韐派别将贾琼从代州出敌军背后，许诺义军爵禄，得到数十首领。收复五台后，听说解潜、折可求战败，于是不再进军。太原城陷，钦宗召刘韐入觐，担任京城四壁守御使，宰相诋毁将他罢免。
京城不守，派他出使金营，金人命仆射韩正安排他住在僧舍。韩正说：“粘罕国相知道你，现在要任用你了。”刘韐说：“偷生事奉二姓，有死不为。”韩正说：“我国军中议立异姓为帝，想要以刘君代我韩正，可以带出家属，与其白白送死，不如北去取富贵。”刘韐仰天大呼：“哪有这种事！”在片纸上写道：“金人不以我为有罪，而以我为可用。贞女不事二夫，忠臣不事两君；主忧臣辱，主辱臣死，以顺从敌人为正道，是妾妇之道，我因此必死。”派亲信拿着报告给儿子们。沐浴更衣，酌酒自缢而死。燕人感叹其忠，把它葬在寺西冈上，窗壁题字来标识。八十日后重新装殓，脸色还像活着的时候。建炎元年，赠资政殿大学士，谥号忠显。
刘韐庄重宽厚，与人交往，好像有敬畏；临大事毅然不可改变。在西军被童贯所知，于是前后参预童贯的军事，以忠而死，时人不再说他依附童贯的短处。

## 家族
其子劉子翬、刘子羽、其孙刘珙。

## 传记资料
- 《宋史》卷四百四十六 列传第二百五 忠义一